# Konrad Heiden

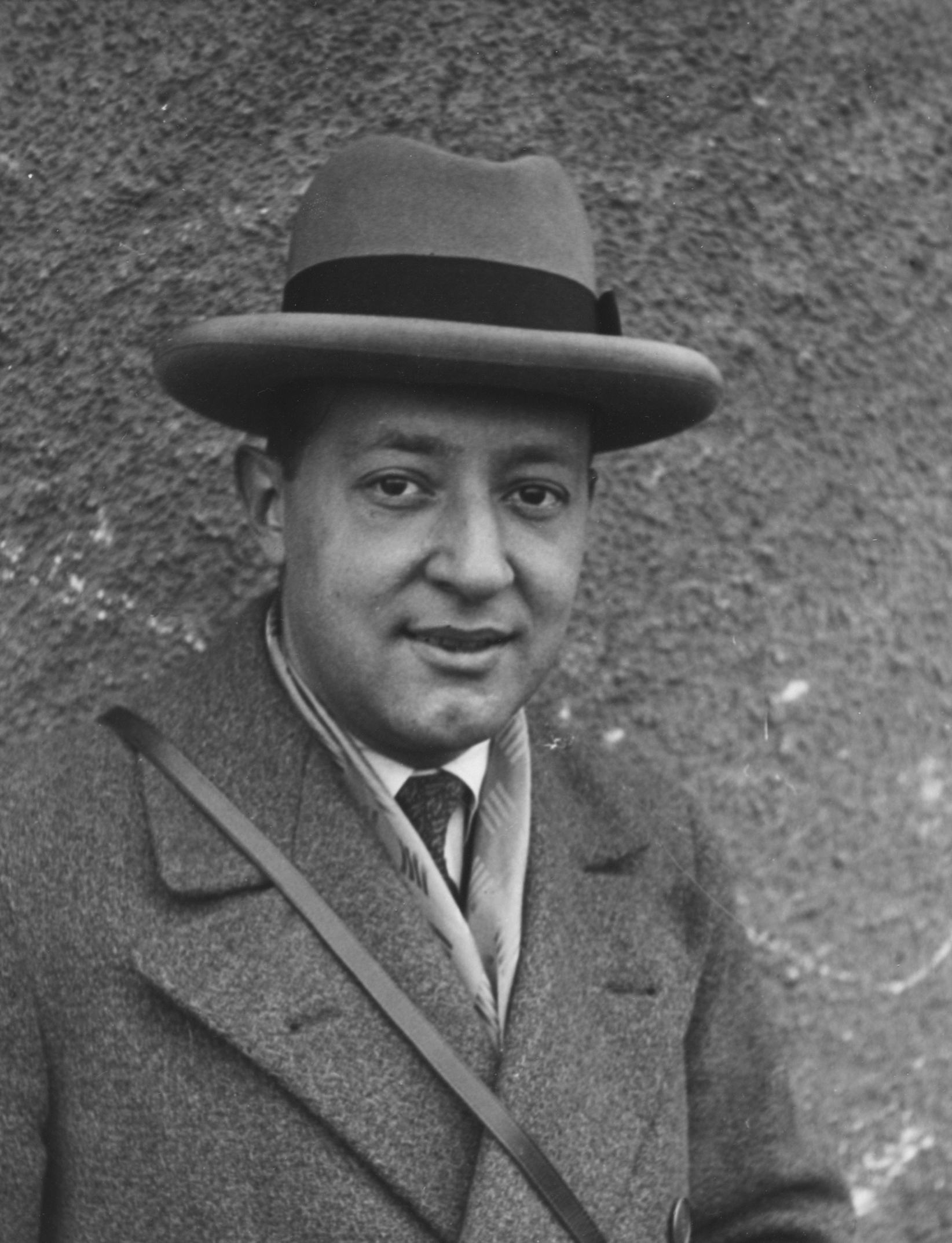
Konrad Heiden

Konrad Heiden (Múnich, 7 de agosto de 1901 – Nueva York, 18 de junio de 1966) fue un periodista y escritor alemán, conocido por sus artículos en el diario Frankfurter Zeitung y sus trabajos sobre Adolf Hitler y el ascenso del nazismo. Para el estudio de los primeros años de Hitler las obras de Heiden son fundamentales. Heiden escribió en varias ocasiones bajo el pseudónimo de Klaus Bredow.

## Biografía
Heiden nació en Múnich en 1901, su padre era un sindicalista y su madre tenía ascendientes judíos. Entre 1920 y 1923 estudió en la Universidad de Múnich, donde realizó estudios de derecho y economía. Por aquel entonces se convirtió en el corresponsal en Múnich de diarios como Vossische Zeitung y, especialmente, el Frankfurter Zeitung.
Fue precisamente su presencia en la capital de Baviera durante estos años la que le permitió conocer de primera mano el ascenso del Partido Nazi y de su líder, Adolf Hitler, al estar presente en muchos de los discursos pronunciados por este último. Se dice que el propio Hitler comentó que no empezaba sus discursos hasta que no veía presente a Heiden; no obstante, años después Heiden recibió numerosas amenazas de muerte y, tras la llegada al poder de Hitler en 1933, hubo de machar al exilio. Primero se marchó al Territorio del Sarre, pero en 1935 (tras su reincorporación a Alemania mediante plebiscito) se trasladó a París y finalmente en 1940, tras la conquista alemana de Francia, huyó hacia Estados Unidos a través de Lisboa.
Durante su etapa en el exilio (1936), en Zúrich, Heiden publicó algunas de las primeras biografías bien documentadas de Adolf Hitler: Hitler-Biographie (1936), y Der Fuehrer. Hitler’s Rise to Power (1944). Para algunos historiadores, estas obras constituyen una pieza elemental en el estudio de los primeros años de Hitler.
Heiden falleció en Nueva York el 18 de junio de 1966.

## Obras selectas
- Geschichte des Nationalsozialismus. Die Karriere einer Idee. Rowohlt, Berlín (1932).
- Geburt des Dritten Reiches. Die Geschichte des Nationalsozialismus bis 1933. Europa Verlag, Zürich (1934).
- Hitler rast. Die Bluttragödie des 30. Juni 1934 (1934, bajo el pseudónimo «Klaus Bredow»).
- Sind die Nazis Sozialisten? (1934, bajo el pseudónimo «Klaus Bredow»).
- Hitler-Biographie. Zürich (1936–1937).
- Europäisches Schicksal. Querido Verlag, Ámsterdam (1937).
- The new Inquisition. Starling Press, New York (1939).
- Der Fuehrer. Hitler’s Rise to Power. Haughton Mifflin, Boston (1944).